# Перемога (Болградський район)
Перемо́га (до 14.11.1945 Люксембург) — село Бородінської селищної громади, у Болградському районі Одеської області України. Населення становить 585 осіб.

## Історія
По завершенню Першої світової війни проблеми населення Бессарабії загострилися. Болючим питанням було малоземелля та безземелля. Жителі Бессарабії неодноразово зверталися до міністерства сільського господарства Румунії з метою вирішення аграрного питання.
Навесні 1919 року румунська окупаційна влада відібрала відібрала у місцевих поміщиків-колоністів частину землі, яка була розподілена між безземельними виходцями із села Виноградівка (Чумлекіой). Село отримало неофіційну назву Новий Чумлекіой.
Масове заселення села розпочалося у 1920—1922 роках, завершилося у 1934—1936 роках.
У 1945 році указом ПВР УРСР село Люксембург було перейменоване в Перемогу.
12 червня 2020 року, відповідно до Розпорядження Кабінету Міністрів України від № 724-р «Про визначення адміністративних центрів та затвердження територій територіальних громад Одеської області», увійшло до складу Бородінської селищної територіальної громади.
19 липня 2020 року, в результаті адміністративно-територіальної реформи і ліквідації Тарутинського району, село увійшло до складу новоутвореного Болградського району.

## Населення
Згідно з переписом УРСР 1989 року чисельність наявного населення села становила 631 особа, з яких 319 чоловіків та 312 жінок.
За переписом населення України 2001 року в селі мешкали 584 особи.

### Мова
Розподіл населення за рідною мовою за даними перепису 2001 року:
| Мова       | Відсоток |
| ---------- | -------- |
| болгарська | 84,27 %  |
| українська | 5,47 %   |
| російська  | 4,27 %   |
| гагаузька  | 3,25 %   |
| молдовська | 2,22 %   |
| інші       | 0,52 %   |